# 中国铁路24型客车
24型客车，是中国铁路的客车车款之一。24型客车主要分为两个系列，分别是1966年生产的广深空调列车组，及20世纪80年代从東德进口的24型客车。该型车以软席为主，另外还有极少数的24型宿营硬卧车。

## RZ24型广深空调列车组
为了给乘坐91／92次特快列車经广深铁路前往广州参加广州交易会的外宾、港澳台同胞、归国华侨提供更佳的乘坐环境，四方机车车辆厂、四方车辆研究所在1965年设计、1966年试制了中國第一代空調軟座客車，当时称为“RZ24型广深空调列车组”，车型编为24型:119。列车组仅制造了一列，由9节软座车（RZ24，厂标型号SFK13:203）、1节带小卖部和餐室的软座车（RZ24，厂标型号SFK14:203）和1节行李发电车（TZ24，因当时还没有空调发电车（KD）此名称，因而使用“特种车” TZ的代号；厂标型号SFK12:203），共11节编组而成。
24型客车的车体和22型客车相同，采用有中梁全钢薄壁筒体焊接结构，墙板仍带有加强压筋，每节车厢自重43.5吨，但改用了阔度为1500毫米的宽车窗。採用202型轉向架，構造速度為120KM/H。各軟座車均為可躺可轉向座椅（每排2+2座位布局），定员64人（但头尾车定员62人），带有空調装置，發電車集中供電。而软座及小卖部合造车则采取客室定员26、餐室定员24的布局，而该列车组的播音室、列车长办公席也设在软座/小卖部合造车内。行李发电车设2台200千瓦发电机组以及容积达72立方米的行李室。1966年8月起在广深铁路上运行。而1979年起广九直通车恢复通车初期也是以这批空调客车担当运行，由东风3型柴油机车牵引，随后逐步被25型客车取代。在25型广九客车投产前，该批24型客车是中国铁路仅有的空调客车之一，1958年四方厂制造的低重心轻快旅客列车也带有空调装置。
第一代24型客车涂装色带为■蓝色，比现时中国铁路25T型客车涂装中的蓝色浅，但24型客车的色带横贯车厢侧面且不中断，25T型客车的色带在靠近车门的窗旁中断。后来的25型广九客车也沿用了这一涂装。
24型广深列车组出厂时使用天津机车车辆机械工厂生产的分装式机组，但因技术不够成熟而时常出现压缩机制冷量下降、轴封漏泄、阀片断裂等故障，1973年改用南京冷气机厂生产的KK30型空调机组，1979年第一批25型广九列车组也采用该型空调机。

### 运用编组
24型广深空调客车在运用中的编组情况如下：
| 车厢编号           | 1                     | 2                           | 3-5               | 6                             | 7-10              | 11                          |
| 车型 车种 厂标型号 | TZ24 行李发电车 SFK12 | RZ24 软座车（外宾车） SFK13 | RZ24 软座车 SFK13 | RZ24 软座、小卖部合造车 SFK14 | RZ24 软座车 SFK13 | RZ24 软座车（外宾车） SFK13 |

## 由東德进口24型客车

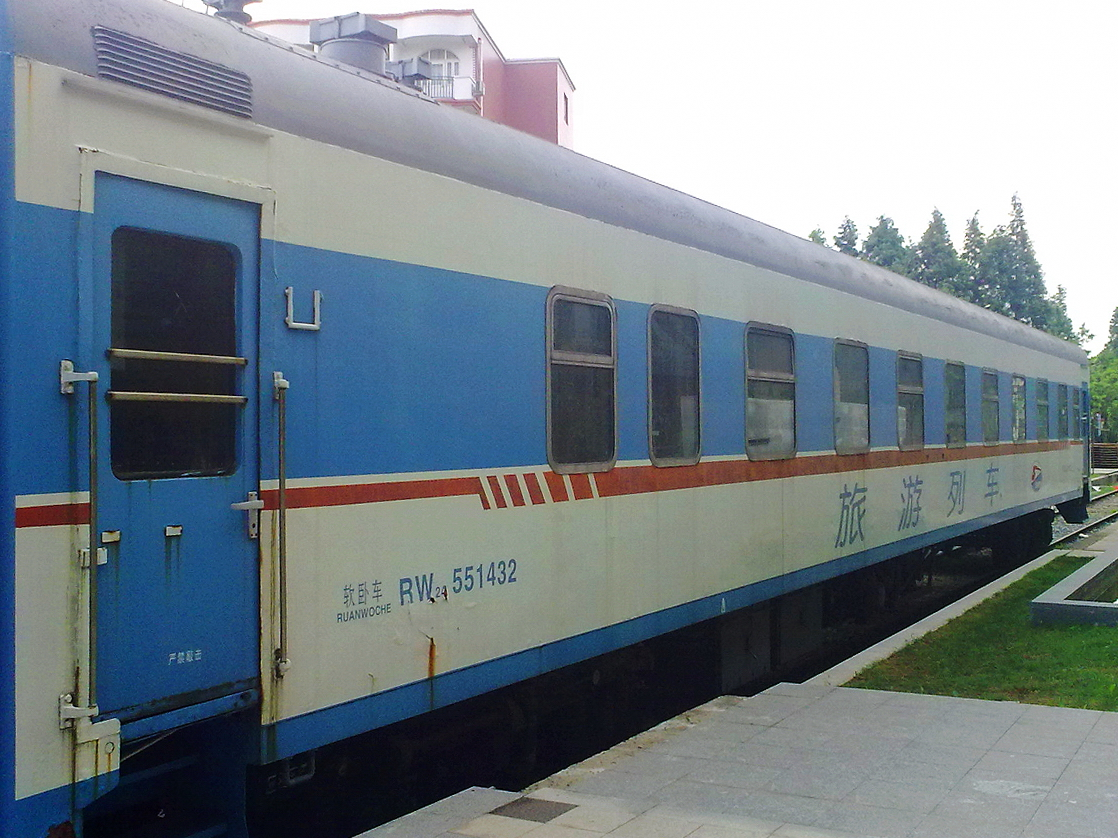
陈列于上海江湾铁路公园内的RW24型软卧车，采用上海铁路局“旅游列车”涂装（现已改为普通绿色涂装）

在1980年及1988至1989年之间，中国由德意志民主共和国（东德）分别订造和进口了两批铁路客车，共372辆，车种有软座车 (RZ24）、软卧车(RW24）和餐车（CA24），采用211C、211D、212（餐车用）型转向架，原构造速度160km/h，但由于取消了盘式制动改用踏面制动，其构造速度降为140km/h。车体结构沿用了社会主义阵营标准国际联运列车的模式，与俄罗斯铁路的俄制客车（車身標注，俄語義「定員」）、中国铁路的18型客车、19型客车十分相似，车体长度为23950毫米，较中国铁路22型客车稍长。 其中第一批在1980年进口的24型客车车体带有加强压筋，而第二批则取消压筋。这两批24型客车是由前德意志民主共和国国内的“统一机车车辆制造联合体” 制造，其中包括国有包岑车辆厂（Waggonbau Bautzen）制造车体，少数软卧车的车体由格爾利茨车辆厂制造，转向架由哈雷·阿门多夫“恩斯特·台爾曼”车辆厂（Halle-Ammendorf）制造。客车在进口时均为自发电空调客车，车厢底部下挂了柴油机、发电机和空调机。

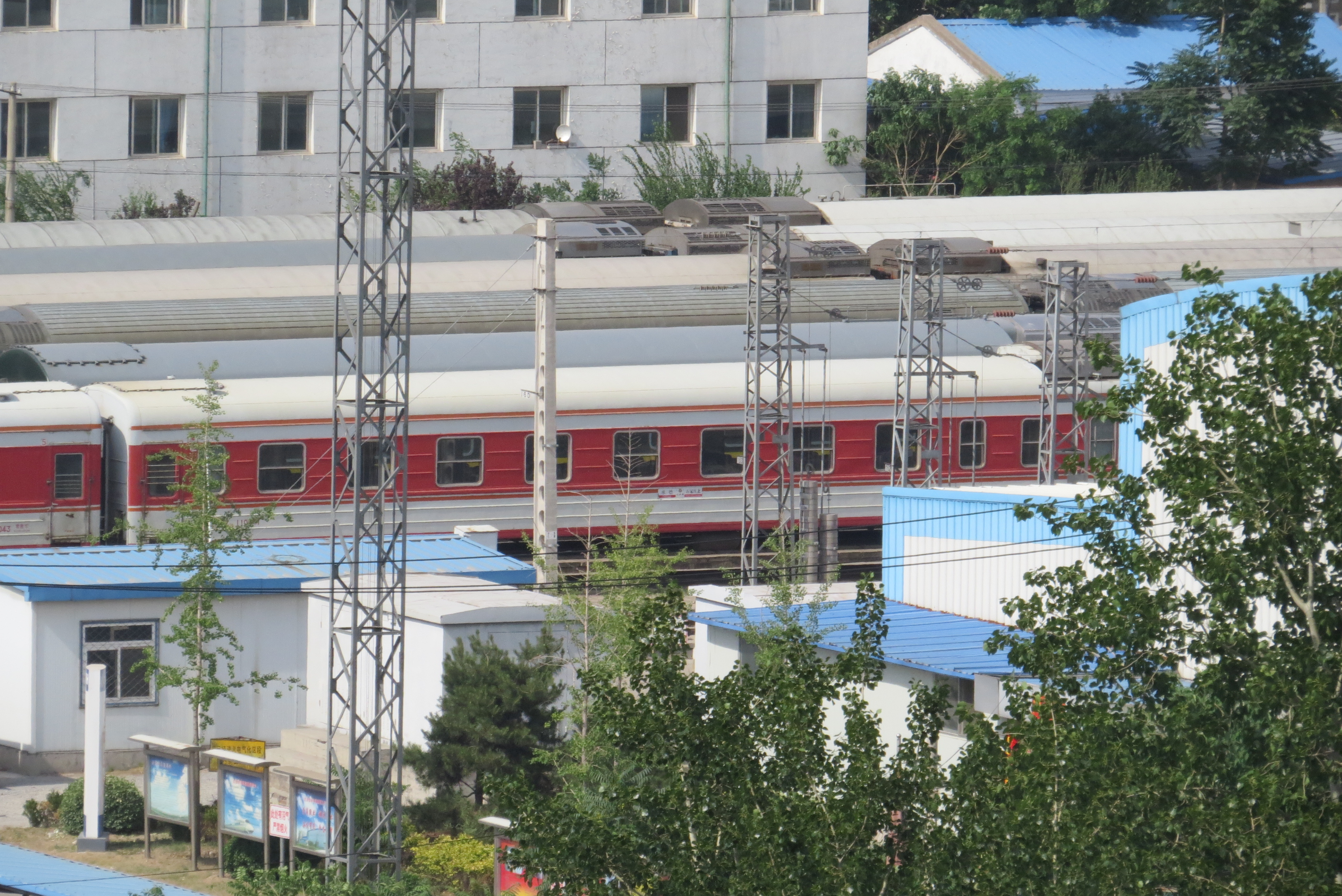
部分24型客车的车窗改为与25G类似的圆角窗

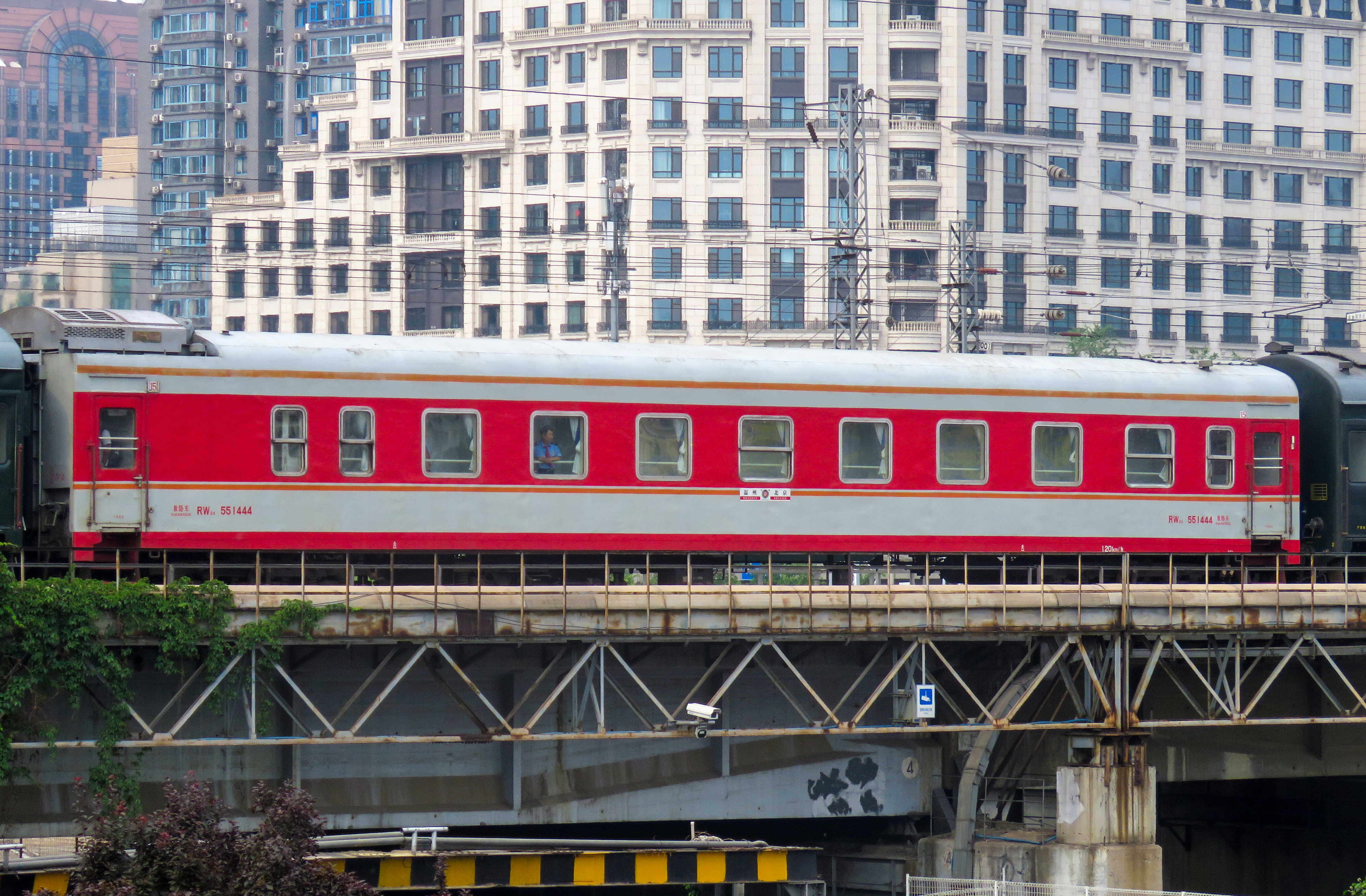
一些24型客车改装后外观与25G型类似，其中一部分甚至在段修中直接标作25G

这些进口的24型客车在1980年代至1990年代初一直是当时中国国内最高档的铁路客车，并使用当时中国铁路标准的绿色涂装。而后来的国产车辆也在内部细节方面一定程度上模仿了东德产24型客车，如软卧车包厢门等。后来为了适应中国铁路客车往集中供电方向发展的趋势，及方便车辆检修，开始逐步将24型客车改造成集中供电新型空调客车，取消下挂设备，在车顶安装单元式空调机，布置三相交流电（AC380V）供电线路。改造后24型客车通常与25G型客车混编，部分改为与25G型客车标准涂装类似的橘红色与白色相间的涂装，有的也会将原有的方角车窗改为与25G类似的圆角车窗，而上海铁路局上海车辆段的所有RW24型软卧车后来也换成“旅游列车”的特别涂装。另外，有数辆24型软卧车在2005年被改造成高档旅游列车， 配属乌鲁木齐铁路局，担当哈萨克斯坦至中国的“新东方快车”（New Orient Express）。

## 相似车体

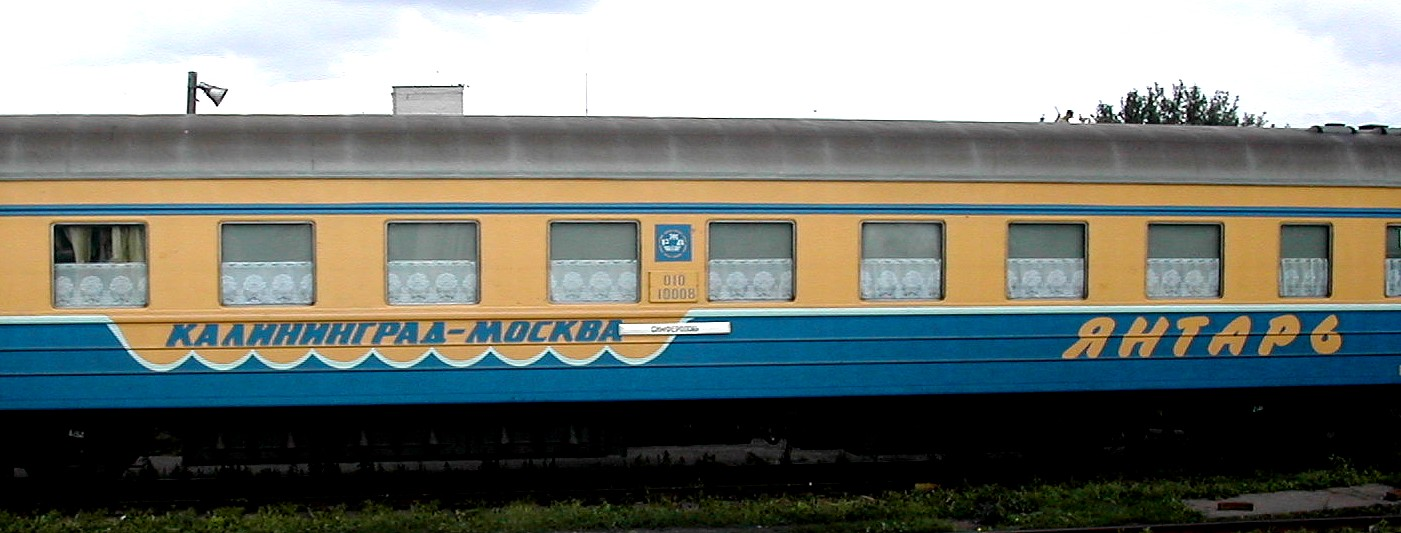
与第一批进口24型客车相似的俄制客车
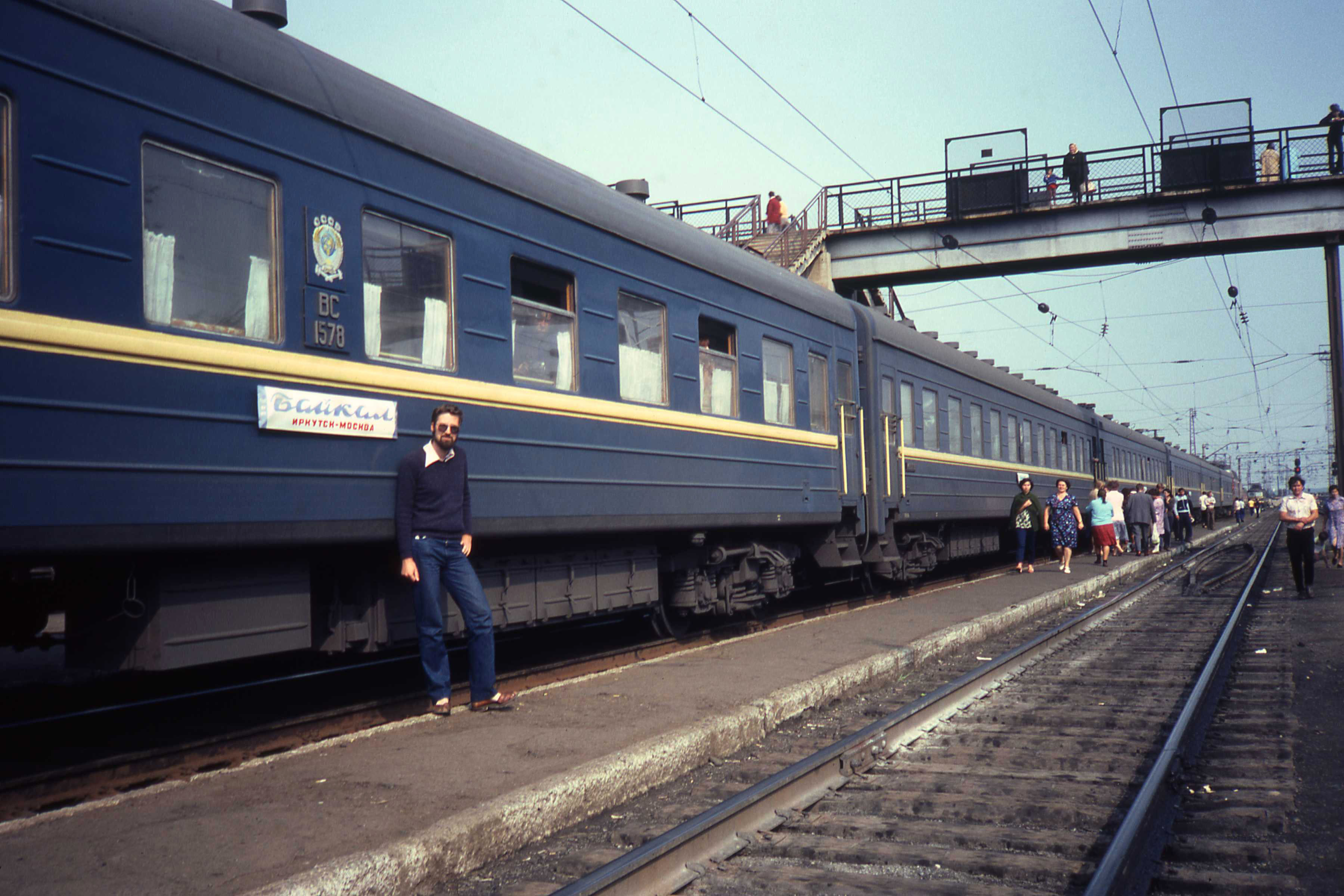
另一列类似客车

## 灾难事故
1988年3月24日，一列由ND2型柴油机车牵引、南京开往杭州的311次旅客列车（其编组包括东德制RZ24软座车），运行到沪杭铁路外环线（下行线）匡巷站时并没有停车。按行车计划，该列车本应在匡巷站停车，会让从长沙开往上海的208次旅客列车。但是由于311次列车的两名司机严重违章失职，将接听车站紧急呼叫的无线列调电话关闭，又没有认真瞭望，导致列车冒进信号，挤坏道岔并衝入上行线，在下午2时19分与正要进站的208次旅客列车发生正面相撞，事故发生位置位于今天的沪昆铁路12K+700M处。事故发生后208次机车后方的行李车竟压在机车上方，而311次列车机车后的第一辆软座车更插入第二辆软座车中，陷入的深度达车长的一半以上。在事故中共造成旅客及乘务员死亡28人，重伤20人，轻伤79人，其中坐在第二辆软座车的日本旅客死亡27人，重伤9人，轻伤28人，这些日本旅客都是到中国访问和旅游的日本高知市青少年修学旅行团，当中死伤者包括教师1人外，其余都是16岁以下的中学生。机车大破报废2辆，中破1辆，沪杭铁路中断正线行车23小时07分。该事故至今仍然是中国铁路事故中外籍旅客伤亡最多的一次。国务院代总理李鹏事后致电日本内阁总理大臣竹下登，向此次遇难的日本学生和家属表示深切慰问，并指示有关方面全力抢救人员，做好善后工作。事后为方便于日本死者亲友祭扫死者，在当时事故发生位置设立了一个祭台，并种了两棵松柏树。